# Calorie
Caloria, notată cal, este o unitate de măsură pentru energie, egală cu cantitatea de căldură necesară pentru a ridica temperatura unui gram de apă, aflată la presiune atmosferică normală, de la 14,5 la 15,5 °C (de la 287,65 la 288,65 K). 
1 gram de apă distilată = 1 cm3
Caloria este numită uneori calorie mică (cal) pentru a o deosebi de kilocaloria, numită și calorie mare (Cal), egală cu 1000 cal.
Caloria (cal) este o unitate de măsură tolerată a energiei termice.  Această unitate a fost înlocuită în SI cu Joule. 
În Sistemul Internațional, 1 calorie = 4,1868 Joule.
1 kilocalorie=1,16222222 wattore.